# Indian Motorcycle Company
A Indian Motorcycle Manufacturing Company é um fabricante de motocicletas sediado em Springfield, Massachusetts, fundada em 1901 por George M. Hendee e Oscar Hedstrom. É a mais antiga fabricante de motocicletas dos Estados Unidos da América, e no passado foi o maior fabricante de motocicletas do mundo. Seus mais populares modelos são o Scout, fabricado antes da Segunda Guerra Mundial, e o Chief, produzido entre 1922 e 1953.
Inicialmente, George Hendee fundou a empresa Hendee Manufacturing Company, em 1897, especializada no manufaturamento de bicicletas. Em 1901, Hendee contratou Oscar Hedstrom para construir bicicletas com motores movidos à gasolina, no intuito de conseguir acompanhar a velocidade das bicicletas. A máquina e outras duas motocicletas foram produzidas nesse mesmo ano. Visto que eram poderosas e confiáveis, Hendee e Hedstrom fundaram a primeira fábrica de motocicletas dos Estados Unidos.
Atualmente está sob a administração da empresa norte-americana Polaris Industries.

## Galeria

Uma das primeiras motocicletas Indian no Brasil, pertencente a Solon Torres de Morais.
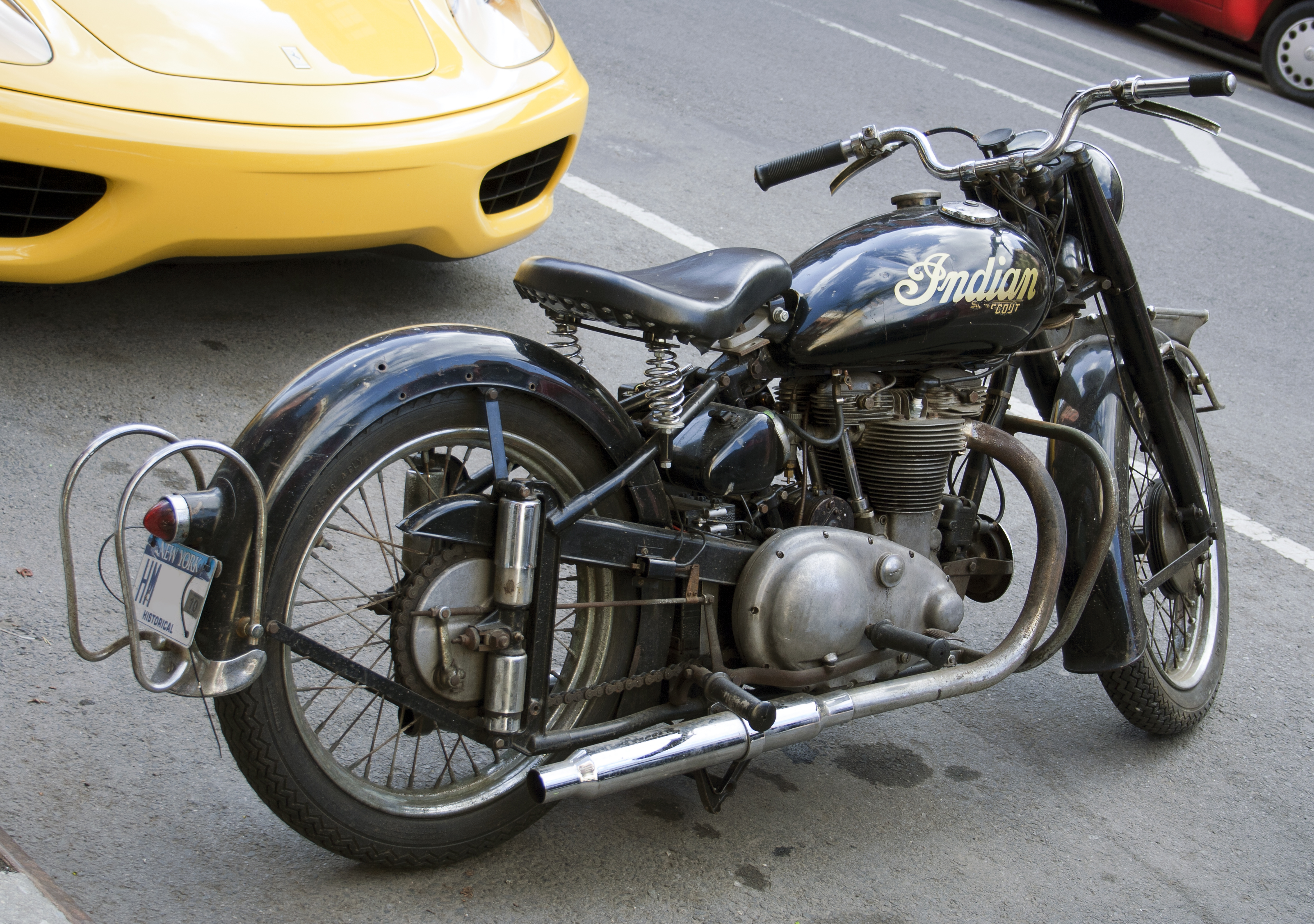
Indian 249 Super Scout.
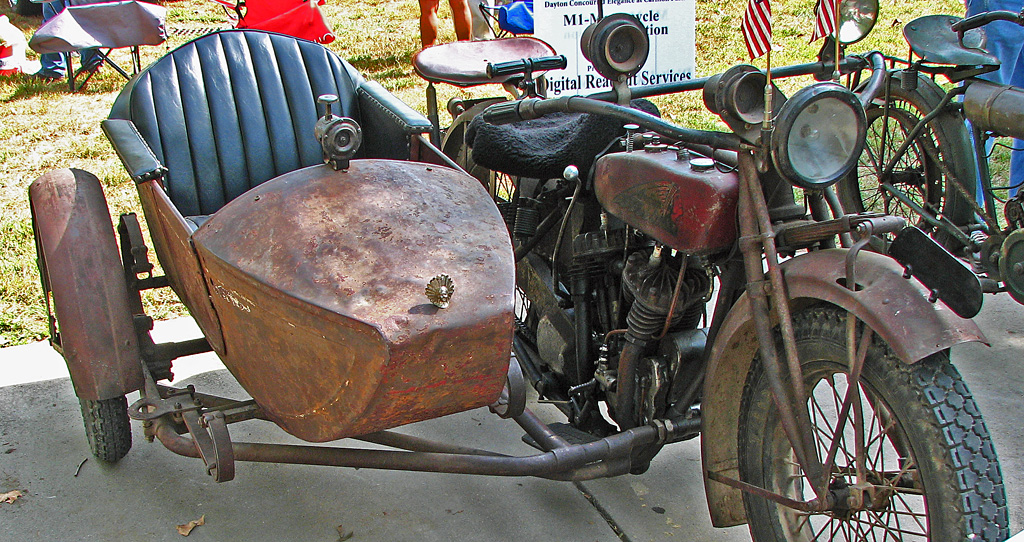
1924 Indian Chief.
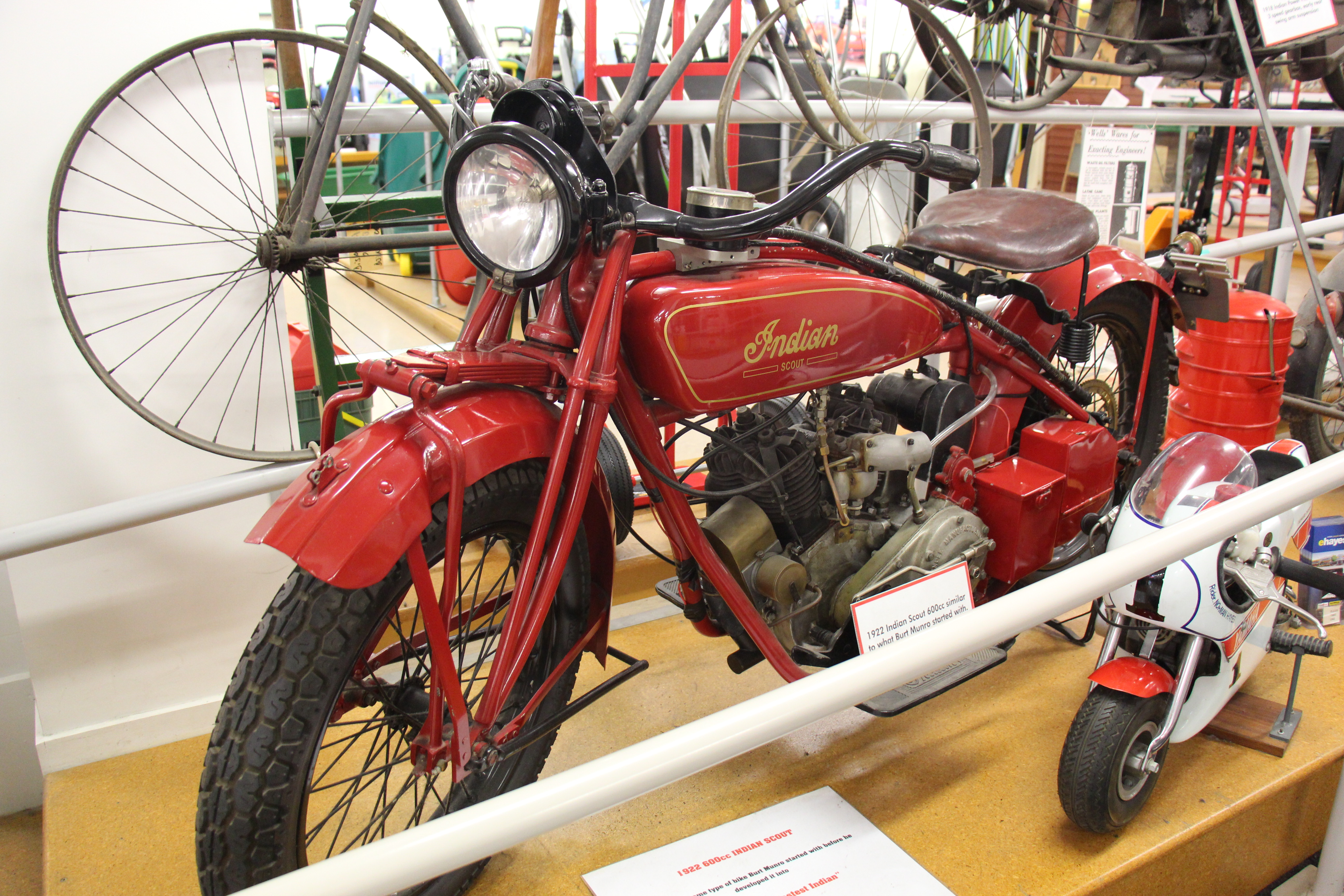
1922 Indian Scout 600cc.
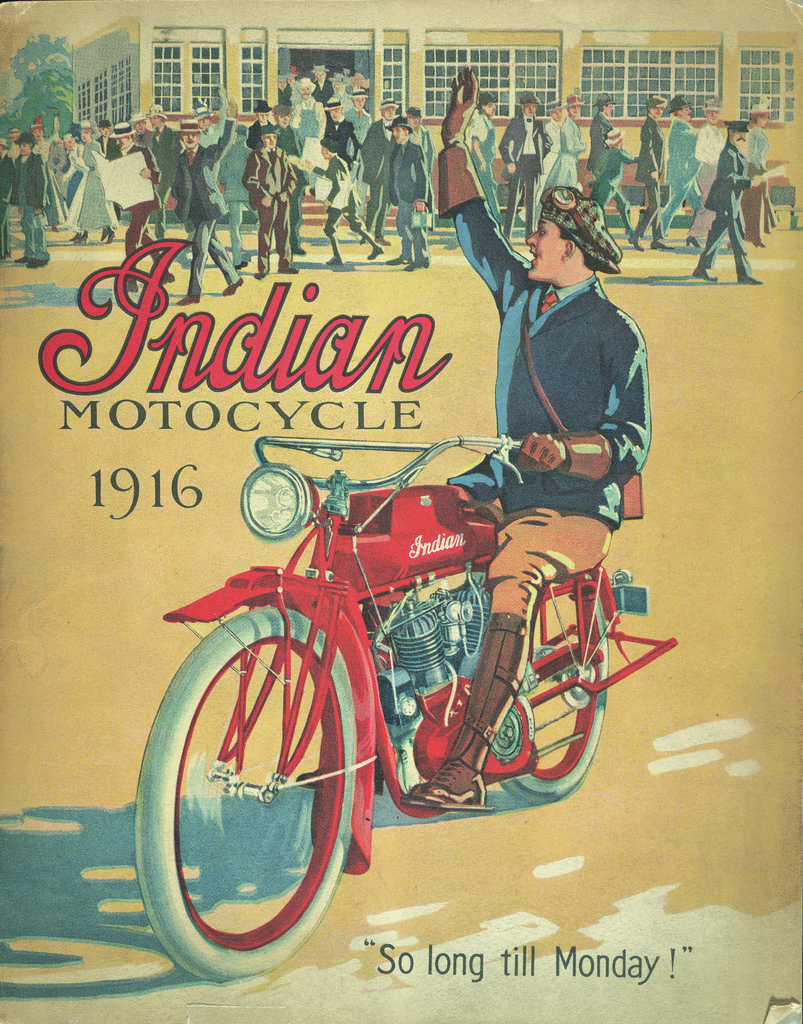
Imagem de capa de um catálogo de vendas de 1916 para motocicletas da Indian.
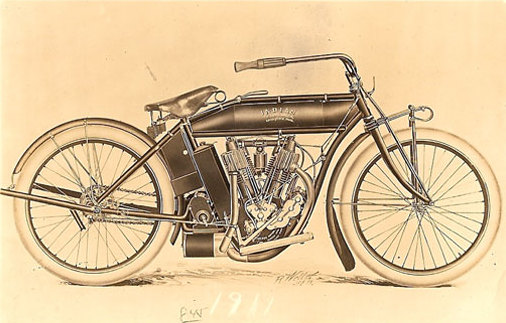
1909 Indian 5 HP Light Twin.
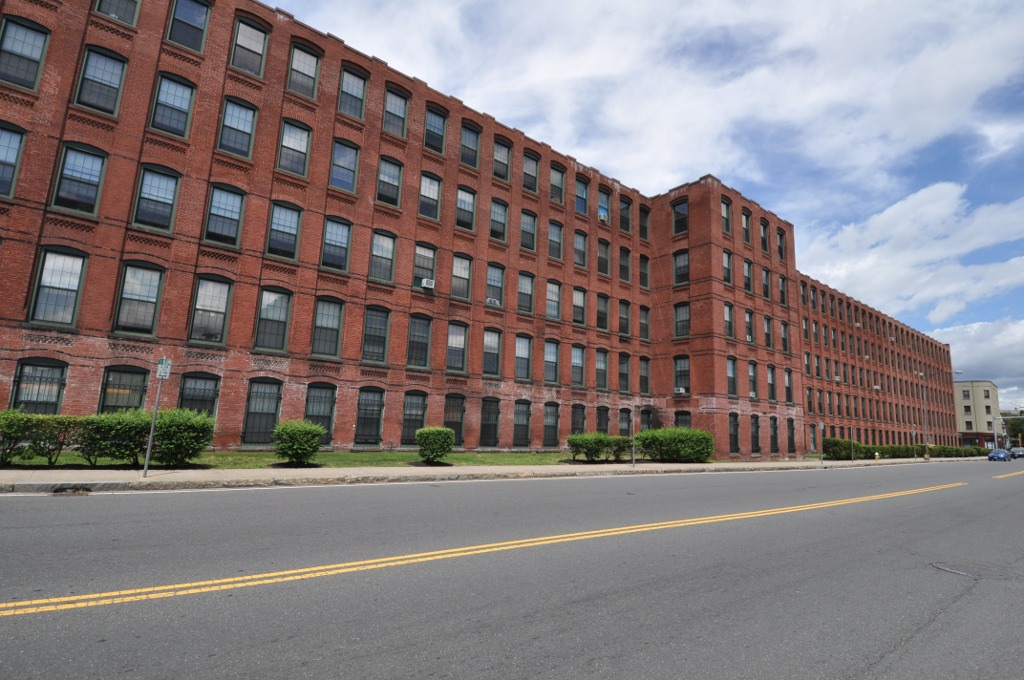
Fábrica de motocicletas da Indian em Springfield, Massachusetts